# Прогресс мировых рекордов в смешанной комбинированной эстафете 4 × 50 м в 25-метровом бассейне
Прогресс мировых рекордов в смешанной комбинированной эстафете 4×50 метров вольным стилем в 25-метровом бассейне — эта статья включает в себя прогрессию мирового рекорда и показывает хронологическую историю мировых рекордов в смешанной эстафете 4×50 метров в 25-метровом бассейне. Смешанная комбинированная эстафета 4×50 метров — это эстафета, в которой принимают участие два мужчины и две женщины, каждый из четырех пловцов команды в определённом регламентом соревнований или в произвольном порядке проплывает 50-метровый отрезок в следующей последовательности:
1. На спине (старт из воды)
2. Брассом
3. Баттерфляем
4. Вольным стилем
Мировые рекорды ратифицируется и регламентируются ФИНА.
Прогресс мировых рекордов в смешанной комбинированной эстафете 4×50 метров в 25-метровом бассейне
| Номер | Время   |   | Имя                                                                                            | Национальность | Дата                | Соревнование     | Место                  | Прим.  |
| ----- | ------- | - | ---------------------------------------------------------------------------------------------- | -------------- | ------------------- | ---------------- | ---------------------- | ------ |
| 1     | 1:49.87 |   | Джеймс Уэллс Коди Миллер Джиа Далесандро Оливия Баркер                                         | США            | 26 сентября 2013 г. | IU Fall Frenzy   | Блумингтон, США        | [ 1 ]  |
| 2     | 1:47.61 |   | (25.54)Дастин Роудс (27.68)Андрей Марциняк (27.81)Хейли Гордон (26.58)Оливия Кабачински        | США            | 28 сентября 2013 г. | Водный карнавал  | Энн-Арбор, США         | [ 2 ]  |
| 3     | 1:41.70 |   | (23.98)Сергей Маков (26.90)Андрей Гречин (25.97)Дарья Цветкова (24.85)Екатерина Боровикова     | Россия         | 12 октября 2013 г.  | Кубок мира       | Москва, Россия         | [ 3 ]  |
| 4     | 1:39.54 |   | (23.15)Джереми Стравиус (26.41)Джакомо Перес Дортона (25.45)Мелани Хеник (24.53)Анна Сантаманс | Франция        | 20 октября 2013 г.  | Кубок мира       | Доха, Катар            | [ 4 ]  |
| 5     | 1:39.08 | к | (23.81)Бобби Херли (26.07)Кристиан Спренгер (25.57)Алисия Куттс (23.63)Кейт Кэмпбелл           | Австралия      | 5 ноября 2013 г.    | Кубок мира       | Сингапур, Сингапур     | [ 5 ]  |
| 6     | 1:38.02 |   | (23.47)Бобби Херли (25.97)Кристиан Спренгер (25.35)Алисия Куттс (23.23)Кейт Кэмпбелл           | Австралия      | 5 ноября 2013 г.    | Кубок мира       | Сингапур, Сингапур     | [ 6 ]  |
| 7     | 1:37.84 |   | (23.46)Бобби Херли (25.91)Кристиан Спренгер (25.19)Алисия Куттс (23.28)Кейт Кэмпбелл           | Австралия      | 9 ноября 2013 г.    | Кубок мира       | Токио, Япония          | [ 7 ]  |
| 8     | 1:37.17 |   | (22.88)Юджин Годсо (25.40)Кевин Кордес (25.28)Клэр Донахью (23.61)Симона Мануэль               | США            | 21 декабря 2013 г.  | Дуэль в бассейне | Глазго, Великобритания | [ 8 ]  |
| 9     | 1:36.40 |   | (25.85)Оливия Смолига (25.75)Майкл Эндрю (24.71)Кельсер Далия (20.09)Калеб Дрессел             | США            | 13 декабря 2018 г.  | Чемпионат мира   | Ханчжоу, Китай         | [ 9 ]  |
| 10    | 1.36.22 |   | (22.67)Климент Колесников (25.40)Владимир Морозов (24.94)Арина Суркова (23.21)Мария Каменева   | Россия         | 5 декабря 2019 г.   | Чемпионат Европы | Глазго, Шотландия      | [ 10 ] |
| 11    | 1.36.18 |   | (25.99)Кира Туссайн (25.54)Арно Каминго (24.50)Майки Де Варт (20.15)Том Де Бьор                | Нидерланды     | 7 ноября 2021       | Чемпионат Европы | Казань , Россия        | [ 11 ] |
| 12    | 1:35.15 |   | (22.37)Райан Мерфи (24.96)Ник Финк (24.09)Кейт Дуглас (23.73)Торри Хаске                       | США            | 14 декабря 2022     | Чемпионат Европы | Мельбурн , Австралия   | [ 12 ] |

Примечания: # — рекорд ожидает ратификации в FINA;
Рекорды в стадиях: к — квалификация; пф — полуфинал; э — 1-й этап эстафеты; эк −1-й этап эстафеты квалификация; б — финал Б; † — в ходе более длинного заплыва; зв — заплыв на время.